# Janggi
Le janggi (aussi traduit en caractères latins par changgi, jangqi ou jangki), parfois appelé échecs coréens, est un jeu de stratégie combinatoire abstrait populaire en Corée. Le jeu est dérivé du xiangqi (échecs chinois) et lui est très similaire, aussi bien par la position initiale des pièces, que par la taille du plateau de 9 lignes par 10, mais sans la rivière qui divise le plateau horizontalement en son milieu.
Le janggi se joue sur un plateau large de 9 lignes et long de 10. Le jeu est parfois de courte durée à cause des canons capables de sauter et des éléphants à longue portée, mais les parties de professionnels durent souvent plus de 150 coups, étant ainsi beaucoup plus lentes que les échecs occidentaux.
En 2009, le premier tournoi mondial de janggi s'est tenu à Harbin, en Chine.

## Le janggi dans la culture coréenne

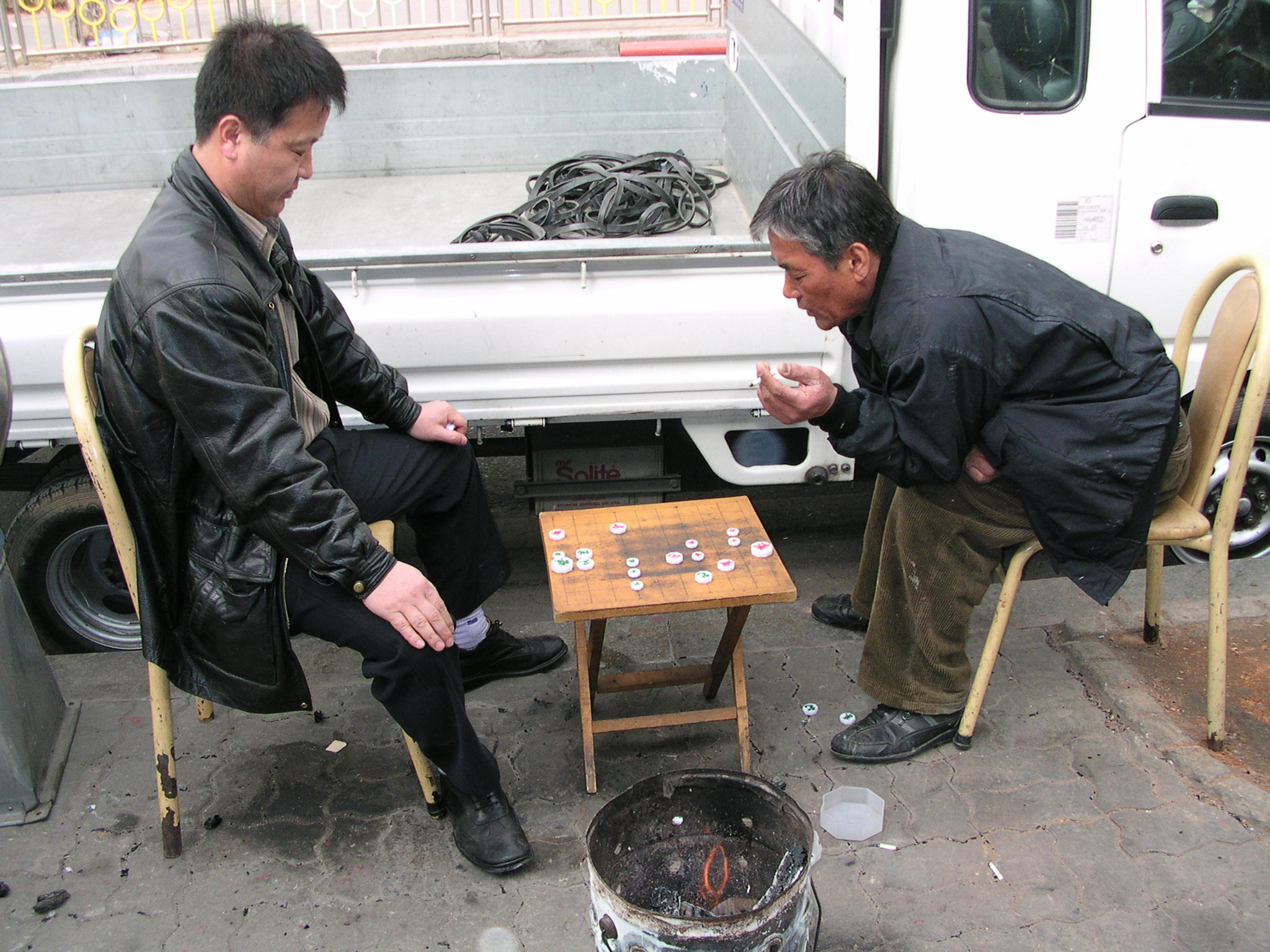
Partie de janggi dans les rues de Séoul.

En Corée du Sud, il est courant de croiser des personnes âgées groupées autour d'une partie de janggi disputée par deux joueurs, jouant de petites sommes de monnaie. Des scènes de ce genre peuvent être observées tout au long de l'année, particulièrement dans les parcs de Séoul. Les parties de janggi sont parfois l'occasion de paris, mais le jeu est de nos jours moins populaire en Corée du Sud que le jeu de stratégie Baduk (Go).
L'Association Coréenne de Janggi (en) (fondée en 1956) essaye de promouvoir le janggi en Corée du Sud.

## Règles

### Plateau
Le plateau est composé des 90 intersections créées par les 9 lignes verticales et les 10 lignes horizontales. Le plateau est similaire à celui utilisé pour le xiangqi, sauf que le plateau de janggi n'a pas de "rivière" sur la ligne centrale. Les pièces sont des disques portant une inscription identificatrice, placées sur les intersections des lignes, exactement comme au xiangqi et au go. Les pièces de janggi sont traditionnellement de forme octogonale, et possèdent des tailles différentes en fonction de leur importance. Il y a deux camps : Bleu (ou Vert), qui commence en premier, contre Rouge. Chaque camp a son palais, de 3 lignes sur 3 (c'est-à-dire 9 positions) situé au centre. Le palais contient 4 lignes diagonales, formant une croix en X.

### Les pièces
Les pièces sont identifiées par des hanja (caractères chinois). Les caractères sur les pièces de Bleu sont écrites en écriture semi-cursive. Par exemple, le chariot de Bleu, ou cha, est une version cursive de 車, qui ressemble au signe 车 (l'équivalent en sinogrammes simplifiés des sinogrammes traditionnels).

#### Le Général
Les pièces sont équivalentes aux rois dans les échecs occidentaux, mais sont appelées généraux en coréen (janggun). Ils portent le caractère chinois Han (en pinyin : Hàn; 漢) pour Rouge, et Cho (Chǔ; 楚) pour Bleu. Ils représentent les états rivaux de Han et Chu qui se sont combattus pendant l'interrègne après la Dynastie Qin en Chine (voir Guerre Chu–Han). En Corée du Nord, l'appellation Chu–Han n'est pas utilisée ; le général Rouge est appelé jang (chang; 將, "général") et le général Bleu est appelé gwan (kwan; 官, "ministre").  On peut également appeler les généraux "rois" (gung; 宮, "roi").
Le janggi est différent de son pendant chinois par le fait que les généraux commencent la partie à l'intersection centrale du palais, au lieu de l'intersection médiane du bord inférieur. Le général peut se déplacer d'une intersection par tour le long des lignes du palais. Il y a quatre diagonales dans le palais, reliant les coins à la position centrale. Quand le général est échec et mat, la partie est perdue. Le général ne peut pas quitter le palais. Si les deux généraux viennent à se faire face sans pièce intermédiaire, et que le joueur dont c'est le tour ne peut s'échapper, la partie est nulle (bikjang). Cette règle diffère de celle du xiangqi, où il est illégal de mettre les généraux face à face.
Si un joueur n'a pas de possibilité de bouger son général sans le mettre en échec, mais que le général n'est pas en échec, il peut passer son tour en laissant son général à sa position sans faire de mouvement pour ce tour.

#### Les Gardes
Les pièces sont identifiées par le caractère sa (士) et sont des officiels du gouvernement (membres de conseils servant le commandant en chef). Ils sont souvent appelés gardes, parce qu'ils restent proches du général. On peut également les appeler assistants ou mandarins.
Les gardes sont initialement positionnés à gauche et à droite du général, sur la première ligne. Ils se déplacent comme le général, d'une seule intersection par tour le long des lignes du palais. Les gardes sont l'une des pièces les plus faibles parce qu'ils ne peuvent quitter le palais. Mais ils sont une protection importante du général.

#### Les Éléphants
Les éléphants (sang; 象) sont situés initialement à gauche et à droite des gardes. Ils peuvent se déplacer d'une intersection orthogonalement puis de 2 intersections en diagonale au-delà, arrivant au coin opposé d'un rectangle de 2 par 3. Comme le cavalier, l'éléphant est bloqué dans son mouvement si une pièce se trouve sur son chemin. Contrairement au xiangqi, qui confine les éléphants derrière la rivière, l'absence de rivière dans le janggi permet aux éléphants de prendre une part active en attaque. La position de l'éléphant peut être échangée avec celle du cavalier dans le positionnement initial.

#### Les Cavaliers
Le cavalier, ou ma (馬), se déplace et capture exactement comme le cavalier au xiangqi (c'est-à-dire un pas orthogonalement et un pas en diagonale, sans sauter). La position des cavaliers peut être échangée avec celle des éléphants dans la position initiale.

#### Les Chariots
Ils sont appelés cha (車). Comme la tour aux échecs occidentaux, le chariot se déplace et capture suivant un mouvement rectiligne. Les deux chariots commencent la partie aux coins du plateau.  Le chariot peut parcourir les diagonales à l'intérieur du palais, mais seulement en ligne droite. C'est la pièce la plus puissante du jeu.

#### Les Canons
Ils sont appelés po (包). Chaque joueur a deux canons. Les canons sont placés sur la ligne derrière les soldats, sur la même ligne que les cavaliers (si les cavaliers sont placés à côté des chariots). Le canon se déplace en sautant par-dessus une autre pièce, horizontalement ou verticalement. Le saut peut être effectué sur n'importe quelle distance, à condition qu'il n'y ait qu'une seule pièce entre la position de départ et la position d'arrivée. La capture se déroule selon le même procédé. La pièce intermédiaire peut être alliée ou ennemie. Il est également possible au canon de se déplacer et de capturer en diagonale le long des lignes du palais, à condition qu'il y ait une pièce intermédiaire. Puissantes au début du jeu alors que le plateau est encore plein, ces pièces perdent de leu potentiel en fin de partie. La pièce intermédiaire ne peut pas être un autre canon. De plus, il n'est pas possible de jouer le canon au premier coup de la partie, pour les deux joueurs. Un canon ne peut capturer un autre canon. Contrairement au xiangqi, le janggi exige que les canons sautent pour se déplacer aussi bien que pour capturer.

#### Les Soldats
Ils portent le symbole byeong (兵) (terme générique pour soldat) pour Rouge, et jol (卒) (qui signifie également soldat, mais avec une connotation inférieure) pour Bleu. Chaque camp a cinq soldats, placés initialement sur la ligne juste avant ce qui serait la rivière au xiangqi. Contrairement aux pions des échecs occidentaux, ils se déplacent et capturent d'un pas en avant ou d'un pas sur le côté. Contrairement au xiangqi, les pions peuvent se déplacer sur le côté dès le début, et n'ont pas besoin d'être promus pour pouvoir le faire. Il n'y a pas de promotion. Une fois la dernière ligne atteinte, les soldats ne peuvent plus bouger que latéralement. Ils peuvent également se déplacer en avant le long d'une diagonale une fois dans le palais ennemi.

### Préparation
Lors des tournois, le joueur le plus âgé ou ayant le rang le plus élevé cache un soldat de chaque camp dans ses mains. L'autre joueur choisit une des mains pour déterminer quel sera son camp. Après cela, Han place ses pièces en premier, puis Cho place les siennes. La raison pour laquelle les pièces ne sont pas placées simultanément est que la position des cavaliers et des éléphants peut être échangée, ce qui peut donner un avantage stratégique à celui qui place ses pièces en dernier.
Une fois les pièces installées, Cho a le trait.

### Fin de partie
La victoire s'obtient en mettant le général adverse échec et mat.
Aux échecs occidentaux, le pat est obtenu lorsqu'il n'y a pas de mouvement légal. Cependant, le pat n'est pas une nulle au janggi. Le joueur doit passer son tour lorsqu'il n'y a pas de mouvement légal. Si aucun joueur ne peut faire de mouvement légal, ou si aucun d'entre eux ne peut gagner car aucun n'a assez de pièces, la partie est nulle.
Un joueur peut décider de réaliser un mouvement qui mette les deux généraux face à face sans pièce intermédiaire (situation appelée bikjang).  Dans cette situation, l'autre joueur peut déclarer la partie nulle, ou faire un mouvement qui empêche les généraux de se faire face. Dans de nombreux cas, la règle du bikjang peut être utilisée pour forcer l'adversaire à déclarer partie nulle dans une partie perdante, en forçant l'adversaire à sacrifier une pièce de grande valeur pour résoudre le bikjang. Il est possible de s'entendre avec l'adversaire en début de partie pour que cette règle ne s'applique pas.
L'échec est annoncé par le mot janggun (將軍), qui signifie "général". Sortir d'échec est appelé meonggun, et il est possible de prononcer ce mot en faisant le mouvement permettant de sortir de janggun. Mais il n'est pas nécessaire de prononcer janggun à haute voix.

### Règles diverses
Dans les tournois coréens, selon les règles dictées par l'Association coréenne de Janggi, il n'y a pas de partie nulle, y compris par échec perpétuel ou répétition de position. Si une position se répète trois fois, un arbitre est appelé pour déterminer qui est en faute. Habituellement; l'arbitre ordonne au joueur en train de perdre de réaliser un mouvement différent, de sorte que le joueur en train de gagner puisse pousser son avantage. Il est parfois dur de déterminer qui est en tort, et différents arbitres peuvent avoir un avis différent. La règle interdisant les nulles est appliquée parce qu'un gagnant et un perdant doivent être déclarés à l'issue de la partie. Si chacun des joueurs a moins de 30 points de pièces, cependant, une partie nulle peut être déclarée sur répétition ou échec perpétuel.
Dans les tournois où les nulles ne sont pas permises, la nulle est résolue en ajoutant les points des pièces encore sur le plateau.
| Pièce     | Points |
| --------- | ------ |
| chariots  | 13     |
| canons    | 7      |
| cavaliers | 5      |
| éléphants | 3      |
| gardes    | 3      |
| soldats   | 2[3]   |
Comme le joueur Bleu (cho) commence, il a un avantage. Pour compenser cela, Rouge reçoit 1,5 points (compensation appelée 'deom (덤)' en coréen), le demi-point permettant d'éviter une situation irrésolue. Donc, quand la partie commence, Bleu a 72 points, et Rouge 73,5. Si aucun des camps ne peut gagner la partie, celui ayant le plus de points est déclaré gagnant.

## Compétitions

### Myeonginjeon
Le Myeonginjeon (ko) (en coréen : 명인전 en hangeul et 名人戰 en hanja) est l'un des principaux tournois coréens de janggi.
|    | Année | Champion              | 2e               |
| -- | ----- | --------------------- | ---------------- |
| 1  | 1990  | Hwang Moon Soo (ko)   | Nam Sang Geun    |
| 2  | 1991  | Hwang Moon Soo        | Seong woo jae    |
| 3  | 1992  | Song Jong Il (ko)     | Lee Yang Geun    |
| 4  | 1993  | Lee Nam Choon (ko)    | Choe Jong Yoon   |
| 5  | 1994  | Song Jong Il          | Lee Il Hoon      |
| 6  | 1995  | Song Jong Il          | Kim Gyeong Joong |
| 7  | 1996  | Kim Gyeong Joong (ko) | Song Jong Il     |
| 8  | 1997  | Kim Gyeong Joong      | Kim Gweong Hyun  |
| 9  | 1999  | Sin Dae Soon (ko)     | Kim Gyeong Joong |
| 10 | 2000  | Sin Dae Soon          | Kim Gyeong Joong |
| 11 | 2001  | Kim Gyeong Joong      | Sin Dae Soon     |
| 12 | 2002  | Cho Yong Hui (ko)     | Kim Gyeong Joong |
| 13 | 2003  | Hwang Moon Soo        | Cho Yong Hui     |
| 14 | 2005  | Hwang Moon Soo        | Lee Yang Geun    |
| 15 | 2007  | Kim Gi Yeong (ko)     | Hwang Moon Soo   |
| 16 | 2013  | Kang Chang Ho         | Cho Man Hwang    |